# Epifyt

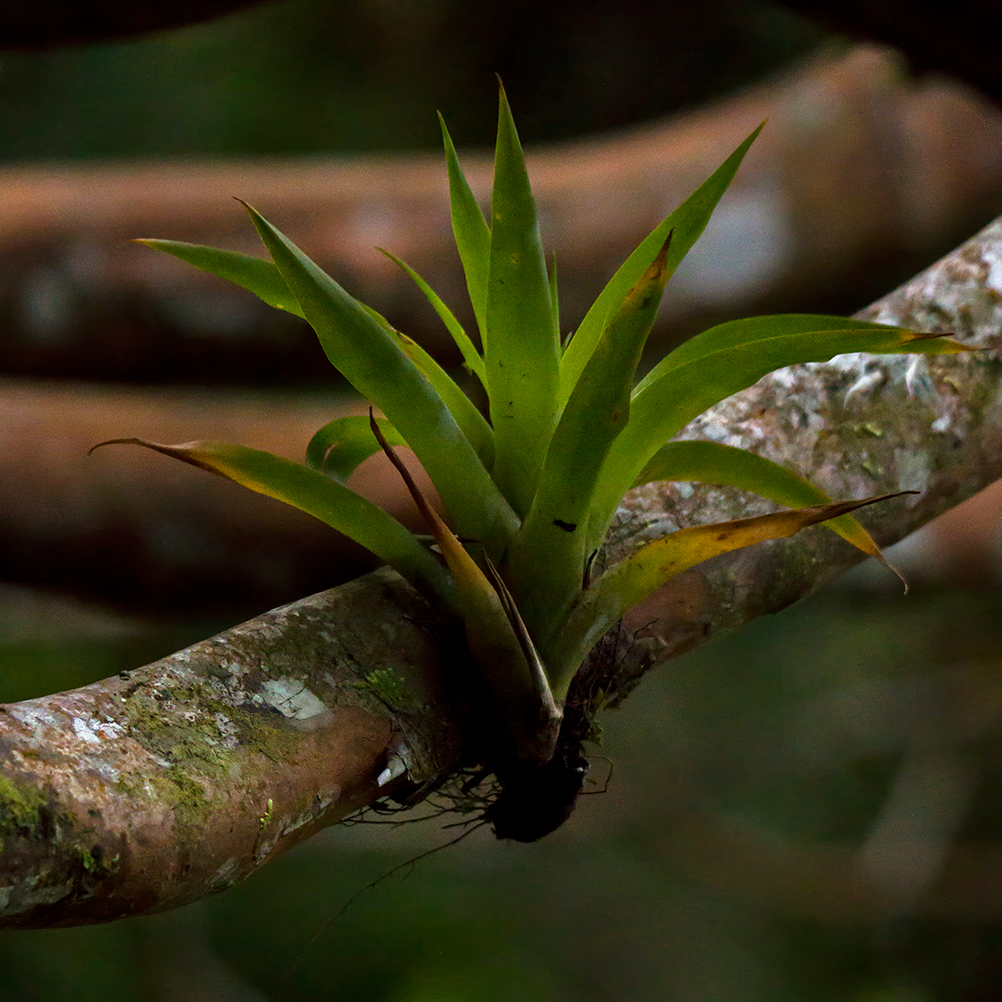
En epifyt i familjen Ananasväxter, som växer på en gren i Costa Rica.

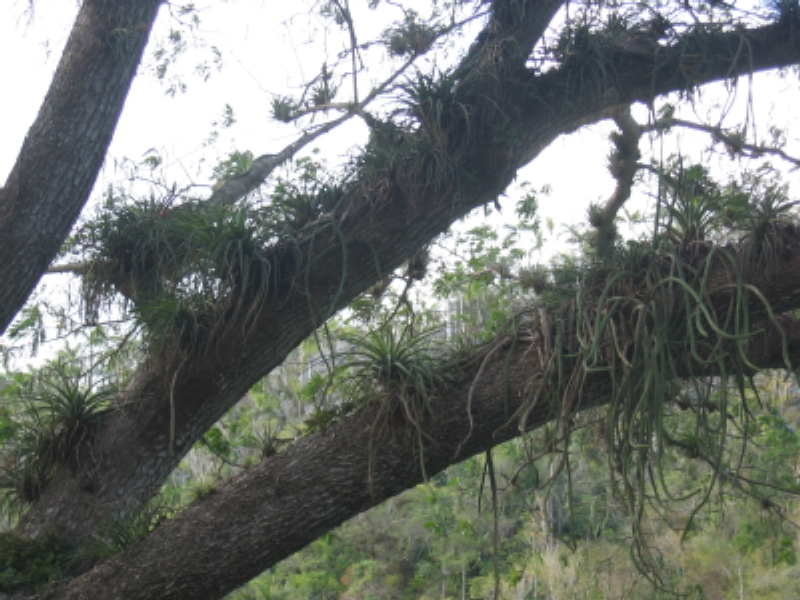
Epifyter på ett träd

Epifyter (av grekiska epi, ’på’, och phyton, ’växt’) är organismer som lever utanpå växter utan att ta näring eller vatten från dem. De växter som utgör underlag för epifyter är ofta träd. Växter som växer på träd förekommer oftast i regnskogar. Exempel på sådana växter är lianer, orkidéer och ananasväxter. I tempererade områden som Sverige är de vanligaste epifyterna lavar. 
Epifyti är en form av kommensalism.